# Lombarda
Pour les articles homonymes, voir Massa Lombarda et Serra Lombarda.
Lombarda était une trobairitz toulousaine, active au début du XIIIe siècle.

## Œuvre
- Tenson avec Bernart Arnaut d'Armagnac.